# FK Gyinamo Moszkva
FK Gyinamo Moszkva (oroszul: Футбольный клуб Динамо Москва, magyar átírásban: Futbolnij Klub Gyinamo Moszkva, egyéb ismert magyar átírással: Dinamo Moszkva) egy orosz labdarúgócsapat Moszkvában. A csapat a Gyinamo Stadionban, az orosz Premjer-Ligában és kék-fehér csíkos mezben játszik. A csapat a Szovjetunió idején a belügyminisztérium felügyelete alatt működő Gyinamo sportszövetséghez tartozott.

## Stadionja
A Petrovszkij Parkban van, ülőhelyeinek száma 36 540.

## Jelenlegi játékoskeretet
2020. június 9-i állapot a csapat hivatalos honlapja szerint
| #  |     | Poszt | Név                                             |
| -- | --- | ----- | ----------------------------------------------- |
| 1  | RUS | K     | Anton Sunyin                                    |
| 2  | RUS | V     | Grigorij Morozov                                |
| 3  | RUS | V     | Zaurbek Plijev                                  |
| 4  | RUS | V     | Vlagyimir Rikov                                 |
| 5  | GER | CS    | Maximilian Philipp                              |
| 6  | RUS | KP    | Artur Juszupov                                  |
| 8  | RUS | CS    | Kirill Pancsenko                                |
| 9  | CMR | CS    | Clinton Mua N'Jie                               |
| 10 | NGA | CS    | Sylvester Igboun (kölcsönben az Ufa csapatától) |
| 11 | POL | KP    | Sebastian Szymański                             |
| 15 | RUS | V     | Roman Neustädter                                |
| 17 | RUS | V     | Szergej Parsivljuk                              |
| 18 | UKR | V     | Ivan Ordec                                      |

| #  |     | Poszt | Név                                             |
| -- | --- | ----- | ----------------------------------------------- |
| 19 | RUS | KP    | Vlagyimir Moszkvicsov                           |
| 21 | RUS | KP    | Dmitrij Szkopincev                              |
| 22 | RUS | KP    | Joãozinho                                       |
| 23 | RUS | KP    | Anton Szosznyin                                 |
| 24 | RUS | V     | Roman Jevgenyjev                                |
| 27 | RUS | CS    | Nyikolaj Komlicsenko                            |
| 31 | RUS | K     | Igor Lescsuk                                    |
| 33 | RUS | K     | Jegor Szedov                                    |
| 34 | RUS | KP    | Konstantin Rausch                               |
| 35 | RUS | K     | Alekszandr Sepljakov                            |
| 44 | BIH | V     | Toni Šunjić                                     |
| 77 | BFA | KP    | Charles Kaboré                                  |
| 88 | SWE | KP    | Oscar Hiljemark (kölcsönben a Genoa csapatától) |

## Sikerek
- Szovjet bajnok: 11 alkalommal (1936, 1937, 1940, 1945, 1949, 1954, 1955, 1957, 1959, 1963, 1976)
- Szovjetkupa-győztes: 6 alkalommal (1937, 1953, 1967, 1970, 1977, 1984)
- Oroszkupa-győztes: 1 alkalommal (1995)
- Szovjet szuperkupa-győztes: 1 alkalommal (1977)
- KEK-döntős: 1 alkalommal (1972)

## Híres játékosok
- Lev Jasin, az IFFHS szerint a 20. század legjobb kapusa[2] egész pályafutását a Dinamóban töltötte

## Csapatmez történet
| Csapatszínek | Csapatszínek | Csapatszínek |
| Csapatszínek |              |              |
| Csapatszínek |              |              |
|              |              |              |
| 1937—1953    |              |              |

| Csapatszínek | Csapatszínek | Csapatszínek |
| Csapatszínek |              |              |
| Csapatszínek |              |              |
|              |              |              |
| 1953—1967    |              |              |

| Csapatszínek | Csapatszínek | Csapatszínek |
| Csapatszínek |              |              |
| Csapatszínek |              |              |
|              |              |              |
| 1967—1970    |              |              |

| Csapatszínek | Csapatszínek | Csapatszínek |
| Csapatszínek |              |              |
| Csapatszínek |              |              |
|              |              |              |
| 1970—1977    |              |              |

| Csapatszínek | Csapatszínek | Csapatszínek |
| Csapatszínek |              |              |
| Csapatszínek |              |              |
|              |              |              |
| 1977—1984    |              |              |

| Csapatszínek | Csapatszínek | Csapatszínek |
| Csapatszínek |              |              |
| Csapatszínek |              |              |
|              |              |              |
| 1984—?       |              |              |

| Csapatszínek | Csapatszínek | Csapatszínek |
| Csapatszínek |              |              |
| Csapatszínek |              |              |
|              |              |              |
| ?—2007       |              |              |

| Csapatszínek | Csapatszínek | Csapatszínek |
| Csapatszínek |              |              |
| Csapatszínek |              |              |
|              |              |              |
| 2011—2013    |              |              |

| Csapatszínek | Csapatszínek | Csapatszínek |
| Csapatszínek |              |              |
| Csapatszínek |              |              |
|              |              |              |
| 2013—tól     |              |              |